# Hemaiag Bedros XVII. Guedikian
Hemaiag Bedros XVII. Guedikian CAM (armenisch:Հմայեակ Պետրոս ԺԷ. Կետիկեան; * 2. Oktober 1905 in Trabzon, Osmanisches Reich; † 28. November 1998 in Bzommar, Libanon) war der siebzehnte armenisch-katholische Patriarch von Kilikien. 

## Leben
Am 19. Oktober 1930 wurde Hemaiag Guedikian zum Ordenspriester der Mechitaristen (CAM) geweiht. Als Generalabt der Mechitaristen wurde er am 30. Mai 1971 zum Titularbischof von Chersonesus in Zechia ernannt und gleichzeitig zum Patriarchalvikar von  Kilikien berufen. Guedikian wurde von seinem Vorgänger Iknadios Bedros XVI. Batanian und den Mitkonsekratoren Erzbischof Georges Layek von Aleppo und Bischof Garabed Amadouni, Apostolischer Exarch der Eparchie Frankreich zum Bischof geweiht.
Er war Teilnehmer an der dritten und vierten Sitzungsperiode des Zweiten Vatikanischen Konzils (1962–1965). Als Nachfolger des Patriarchen von Kilikien wurde er als Hemaiag Bedros (Petrus) XVII. Guedikian zum siebzehnten Patriarchen gewählt und am 3. Juli 1976 inthronisiert. Nach den Altersregeln wurde er am 30. Mai 1982 emeritiert und blieb bis zu seinem Tod am 28. November 1998 Altpatriarch von Kilikien.

## Konsekrationen
Als Patriarch war er Hauptkonsekrator von:
- Grégoire Ghabroyan ICPB zum Titularbischof von Amida degli Armeni als Apostolischer Exarch von Frankreich
- Mikail Nersès Sétian zum Titularbischof von Ancyra degli Armeni als Apostolischen  Exarch der Vereinigten Staaten
- Vartán Waldir Boghossian SDB zum Titularbischof von Mardin degli Armeni als Apostolischen Exarch von Lateinamerika und Mexiko
- und Mitkonsekrator bei André Bedoglouyan ICPB zum Titularbischof von Comana Armeniae als Weihbischof im Patriarchat von Kilikien